# 伍德洛恩高地 (印地安納州)
伍德洛恩海茨（英語：Woodlawn Heights）是一個位於美國印地安納州麥迪遜縣的城鎮。

## 人口
根據2010年美國人口普查的數據，伍德洛恩海茨的面積為0.29平方千米，當中陸地面積為0.29平方千米，而水域面積為0.00平方千米。當地共有人口79人，而人口密度為每平方千米272人。